# Гиль, Христиан Христианович
Христиан Христианович Гиль (5 декабря 1837 — 14 ноября 1908) — российский нумизмат немецкого происхождения, автор многочисленных работ по нумизматике.

## Биография
Х. Х. Гиль родился в 1837 году в городе Висбаден. Начальное обучение проходил в гимназиях Висбадена и Вайльбурга. Окончив гимназический курс устроился в лабораторию известного немецкого химика Карла Фрезениуса в Висбадене, где проработал три года. В дальнейшем Х. Х. Гиль занялся коммерцией. Однако, в 1868 году потеряв все свои накопления, в поисках работы приехал в Россию, устроившись воспитателем внуков князя Дондукова-Корсакова. В 1869 году Елизавета Васильевна Тулинова, вдова графа И. М. Толстого приглашает его для воспитания младших сыновей — И. И. Толстого и Д. И. Толстого, в качестве гувернера и учителя немецкого языка. Однако, после трагической гибели в 1870 году Е. В. Тулиновой его роль для быстро привязавшихся к нему братьев, оказалась более значительной. Над детьми была учреждена опека, но опекуны жили отдельными домами. С осиротевшими детьми остался Х. Х. Гиль и переехавшая в дом Толстых сестра И. М. Толстого — Е. М. Толстая. Х. Х. Гиль стал для них одним из самых близких людей. Даже когда братья достигли совершеннолетия и обзавелись семьями Х. Х. Гиль практически до конца своих дней проживал в семье И. И. Толстого
Х. Х. Гиль по натуре своей был страстным коллекционером, собирая почтовые марки, раковины, бабочек и т.д., стараясь привить эту страсть своим воспитанникам. Описываются разные версии прихода Х. Х. Гиля в нумизматику. По одной из них в 1869 году в земле имения Толстых он случайно нашел несколько старых русских рублей, заинтересовавших его и положивших начало коллекции. По другой, это были монеты купленные где-то на рынке братьями Толстыми приблизительно в 1870 году. Христиан Христианович активно и неутомимо продолжил пополнять коллекцию, причем не только монетную, но и медальную ее часть. Д. И. Толстой писал о Гиле в автобиографии: «Он старался приучить наши вкусы к серьезному, к науке, к коллекционерству. Но в собирании коллекций он обыкновенно всецело сам захватывал все дело и невольно выживал нас из этой области, лишая нас всякой самостоятельности». В итоге, коллекция легла в основу одного из крупнейших собраний русских монет, принадлежавшего графу И. И. Толстому, хранителем которой Гиль оставался в течение всей своей жизни. Единственным в своем роде было составленное им собрание греческих монет русского побережья Черного моря. В дальнейшем оно перешло в собственность Великого князя Александра Михайловича. Х. Х. Гиль принимал участие в изданиях Великого князя Георгия Михайловича по отечественной нумизматике. А также способствовал основанию нумизматического отделения Императорского Русского археологического общества.
В 1904 году Христиан Христианович совместно с А. А. Ильиным издал знаковую для русской нумизматики работу, ставшую базой для многих современных каталогов: «Русcкiя монеты чеканенныя съ 1801—1904 г.».
К 25-летию нумизматической деятельности Х. Х. Гиля в разном исполнении, в том числе и в золоте на Санкт-Петербургском монетном дворе была изготовлена памятная медаль «В память 25-летней нумизматической деятельности Х. Х. Гиля. 1869—1894 гг.», медальер Антон Федорович Васютинский. Во время торжественных мероприятий, проводившихся в начале 1895 года Великий князь Георгий Михайлович преподнес Х. Х. Гилю один экземпляр медали отчеканенный в золоте
Скончался Х. Х. Гиль 14 ноября 1908 года за границей, похоронен на кладбище Weisser Hiroch под Дрезденом.

## Труды
- Таблицы русских монет двух последних столетий. - 1883;
- Quelques remarques sur la collection Schubert. - СПб., 1883;
- Kleine Beitrage zur antiken Numismatik Sud-Russlands. - М., 1886;
- Труды Археологического Съезда в Одессе, т.VI. - 1888;
- Новые приобретения моего собрания. - СПб. 1891 г.;
- Описание монет, поступивших в мое собрание в 1892 — 93 годы. - СПб., 1896;
- Таблицы русских монет двух последних столетий. 2-е изд. - СПб., 1897;
- О боспорских монетах с монограммами. - СПб.;
- Русские монеты, чеканенные с 1801 г. по 1904 г. — Картографическое заведение А.Ильина. СПб., 1904 (совместно с А. А. Ильиным)